# アンドウェラ
アンドウェラ（Andwella）は、1968年に結成された北アイルランドのサイケデリック・ロック・バンドで、当初はザ・メソッド（The Method）として活動していたが、後にアンドウェラズ・ドリーム（Andwellas Dream）に改名された。このトリオは、デイヴ・ルイス（ギター、キーボード、ボーカル）、ナイジェル・スミス（ベース、ボーカル）、ゴードン・バートン（ドラム）がフロントに立った。
アンドウェラズ・ドリームとして最初のアルバム『ラヴ・アンド・ポエトリー』は、1968年にロンドンで録音され、ジャズ・ミュージシャンのボブ・ダウンズがサックスとフルートで演奏し、「Felix」という曲ではウィルガー・キャンベルがドラムで演奏した:44。しかし、アルバムは売れず、ルイスは1970年に個人プレスでソロ・アルバムをアックス・レーベルから録音した。これには、アンドウェラズ・ドリームの曲のいくつかの新しいバージョンが含まれていた。そして1970年、デイヴィッド・ルイスは詩人デヴィッド・バクスターのアルバム『Goodbye Dave』の音楽を書き、プロデュースし、アンドウェラがバックを担当した。
ギターとボーカルにデイヴ・マクドゥガルが加わって4人組となり、バンドはアンドウェラと改名された。このラインナップはアルバム『ワールズ・エンド (世紀末)』を発表し、その後、デイヴ・ストラザースがベースのナイジェル・スミスに代わって、ジャック・マカロックがドラマーとして加入した。このラインナップで1971年にバンド最後のアルバム『ピープルズ・ピープル』を録音した後、バンドは1972年に解散した。
ルイスはその後、1970年代にデミス・ルソスによって録音された「Happy to Be on an Island in the Sun」を書くなど音楽活動を続けた。

## メンバー

### オリジナル・ラインナップ
- デイヴ・ルイス (Dave Lewis) - ギター、キーボード、ボーカル
- ナイジェル・スミス (Nigel Smith) - ベース、ボーカル
- ゴードン・バートン (Gordon Barton) - ドラム

### 旧メンバー
- デイヴ・マクドゥガル (Dave McDougall) - ギター、ボーカル
- デイヴ・ストラザース (Dave Struthers) - ベース
- ジャック・マカロック (Jack McCullock) - ドラム

## ディスコグラフィ

### アンドウェラズ・ドリーム
アルバム
- 『ラヴ・アンド・ポエトリー』 - Love and Poetry (1969年、CBS)

シングル
- "Sunday" / "Midday Sun" (1969年)
- "Mrs Man" / "Felix" (1969年)
- "Sunday" / "Mrs Man" (1969年)
- "Mr Sunshine" / "Shades Of Grey" (CBS年)
- "Every Little Minute" / "Michael Fitzhenry" (1970年)

### アンドウェラ
アルバム
- 『ワールズ・エンド (世紀末)』 - World's End (1970年、Reflection)
- 『ピープルズ・ピープル』 - People's People (1971年、Reflection) ※旧邦題『セカンド』

シングル
- "Hold On To Your Mind" / "Shadow of the Night" (1970年)
- "Are You Ready" / "People's People" (1970年)
- "Lady Love" / "Just How Long" (1970年)
- "I Got A Woman" / "Hold On To Your Mind" (1971年)
- "I Got A Woman" / "World's End (Part Two)" (1971年)

### デイヴ・ルイス
- 『ソングス・オブ・デイヴィッド・ルイス』 - Songs of David Lewis (1969年、Ax)

### 参加アルバム
- デヴィッド・バクスター : Goodbye Dave (1970年、Reflection) ※デイヴ・ルイスがプロデュース、アンドウェラが演奏を担当